# Kokopapa
Kokopapa is een geslacht van weekdieren uit de klasse van de Gastropoda (slakken).

## Soorten
- Kokopapa bispathulata Climo & Mahlfeld, 2011
- Kokopapa matarua Climo & Mahlfeld, 2011
- Kokopapa milleneri Climo & Mahlfeld, 2011
- Kokopapa mokihinui Climo & Mahlfeld, 2011
- Kokopapa rapahoe Climo & Mahlfeld, 2011
- Kokopapa unispathulata Climo & Mahlfeld, 2011